# Blepisanis beuni
Blepisanis beuni là một loài bọ cánh cứng trong họ Cerambycidae.